# Spiderland
Spiderland is het tweede studioalbum van de rockgroep Slint uit 1991.

## Inhoud
Als een van de eerste postrock-albums is Spiderland een van de meest gerenommeerde albums van de jaren 90. Het wordt gekenmerkt door een duistere sfeer, atypische ritmes (5/4, 7/4), sprankelend tokkelwerk afgewisseld met loodzware oversturing en sfeervolle, onheilspellende teksten. Hoewel het album niet ondersteund werd door een tournee (Slint was ondertussen al uit elkaar) verkocht het album beter dan verwacht en verwierf het album een cultstatus.
Op de hoes staat een zwart-witte foto van de vier groepsleden zwemmend in een steengroevemeer bij Utica (Indiana). De foto werd genomen door muzikant Will Oldham.

## Tracklijst
| Nr. | Titel                 | Duur |
| --- | --------------------- | ---- |
| 1.  | Breadcrumb Trail      | 5:55 |
| 2.  | Nosferatu Man         | 5:35 |
| 3.  | Don, Aman             | 6:28 |
| 4.  | Washer                | 8:50 |
| 5.  | For Dinner...         | 5:05 |
| 6.  | Good Morning, Captain | 7:38 |

## Credits
Slint
- Todd Brashear – basgitaar (nummers 1–2, 4–6)
- David Pajo – gitaar (nummers 1–6)
- Brian McMahan – gitaar, zang (nummers 1–2, 4–6)
- Britt Walford – drumstel; zang (nummers 2, 3, 6), gitaar (nummer 3)

Overig personeel
- Will Oldham – fotografie ("bandfoto")
- Brian Paulson – geluidstechniek
- Noel Saltzman – fotografie ("spinnenfoto")